# Michel Charasse
Michel Charasse (Chamalières, 8 juli 1941 - Clermont-Ferrand, 21 februari 2020) was een Frans socialistisch politicus.
Charasse studeerde rechten en werd ambtenaar. Hij werd in 1962 actief in de socialistische partij SFIO en steunde in 1965 de kandidatuur van François Mitterrand om president te worden. Mitterrand verloor van De Gaulle maar Charasse bleef een vertrouweling van de latere president. Tussen 1977 en 2010 was hij burgemeester van Puy-Guillaume. Hij was senator voor Puy-de-Dôme tussen 1981 en 1988 en tussen 1992 en 2010. Tussen 1988 en 1992 was hij minister van Begroting onder Mitterrand. Vanaf 1992 zetelde Charasse opnieuw in de Senaat. Wegens zijn goede contacten met politici aan de rechterzijde en zijn vaak onbehouwen uitspraken, werd hij in 2008 uitgesloten uit de socialistische partij. Daarna zetelde hij nog tussen 2010 en 2019 in de Grondwettelijke Raad. 
Charasse was een opvallende figuur die steeds bretellen droeg en sigaren rookte en een lage dunk had van vrouwen en bourgeois-socialisten. Ook was hij fervent jakobijns antiklerikaal. Bij de begrafenis van zijn vriend Mitterrand bleef hij, samen met de hond van de overledene, staan buiten de kerk waar de uitvaartdienst plaatsvond.
In 2020 werd hij benoemd tot officier in het Legion d'Honneur.
- Bibliothèque nationale de France: cb12530948d (data)
- Gemeinsame Normdatei: 119421216
- International Standard Name Identifier: 0000 0003 6495 3495
- Library of Congress Control Number: n96019822
- Nederlandse Thesaurus van Auteursnamen: 167963309
- Réseau des bibliothèques de Suisse occidentale: 02-A003095955
- Système universitaire de documentation: 033937257
- Virtual International Authority File: 229367794
- WorldCat: E39PBJmhVFGc6977mK7KQvRR8C